# Vespel

Strukturformel von Vespel

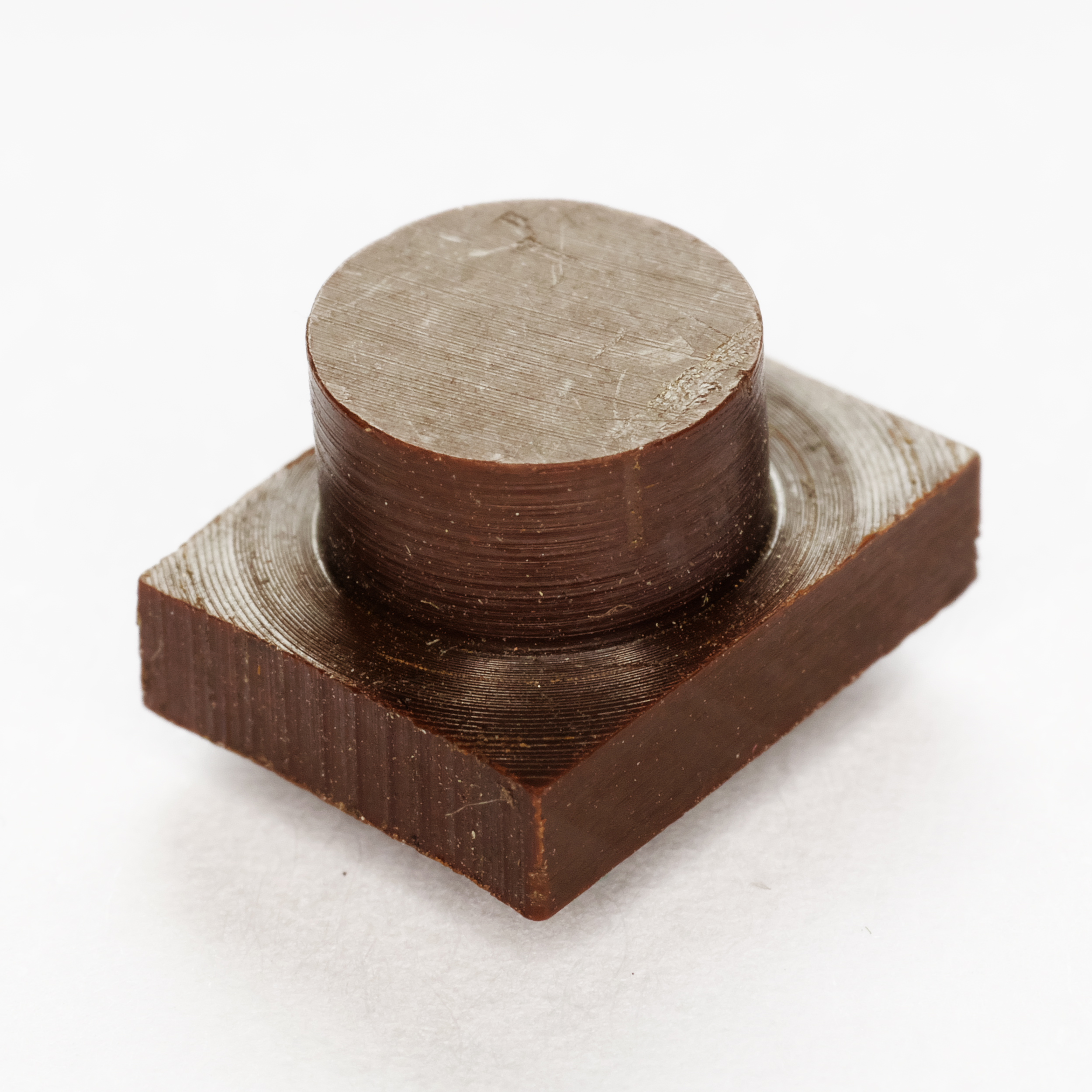
Gesägtes und gedrehtes Werkstück aus Vespel

Vespel ist ein eingetragenes Warenzeichen der Firma DuPont de Nemours, das diese für Kunststoffe verwendet, die für extreme thermische, elektrische und mechanische Belastungen ausgelegt sind. Bei dem im Folgenden Vespel genannten Werkstoff handelt es sich um das Polyimid, das als erstes unter diesem Namen verkauft wurde.
Der Werkstoff kann in einem Temperaturbereich zwischen dem absoluten Nullpunkt und kurzfristig bis weit über 400 °C eingesetzt werden. Vespel hat keinen Schmelzpunkt und keine feststellbare Glasübergangstemperatur.
Vespel ist strahlungsbeständig und ausgasungsarm, so dass es auch im radioaktiven Umfeld und im Hochvakuum eingesetzt werden kann. Die thermische und die elektrische Leitfähigkeit sind sehr gering. Für einen Kunststoff hat Vespel einen verhältnismäßig geringen Wärmeausdehnungskoeffizienten, sowie eine gute Dimensionsstabilität und ermöglicht daher die Herstellung von Bauteilen mit engen Toleranzen. Die Teile sind verschleißfest und können auch in ungeschmierter Umgebung eingesetzt werden.
Durch Beimengung von zum Beispiel Graphit oder Polytetrafluorethylen können die Eigenschaften von Vespel gezielt verändert werden.
Vespel ist ein hochpreisiges Material. 2024 wurden Halbzeuge mit Preisen zwischen 380 und 550 €/kg gehandelt. 